# Peter Burns
Ne doit pas être confondu avec Pete Burns.
Peter Burns est un scénariste américain qui travaille pour la série télévisée d'animation Bob l'éponge depuis ses débuts.

## Filmographie

### Scénariste
- 1999-2012 : Bob l'éponge (25 épisodes)